# Moral de la Reina
Moral de la Reina è un comune spagnolo di 222 abitanti situato nella comunità autonoma di Castiglia e León.